# Palawaniella jasmini
Palawaniella jasmini är en svampart som först beskrevs av Doidge, och fick sitt nu gällande namn av Arx & E. Müll. 1975. Palawaniella jasmini ingår i släktet Palawaniella och familjen Parmulariaceae.   Inga underarter finns listade i Catalogue of Life.